# Ștefan Losonci
Ștefan Losonci (n. 1510 – d. 27 iulie 1552, Timișoara, Imperiul Otoman) a fost comandantul militar al garnizoanei Timișoarei în timpul Asediului otoman din 1552. Losonczy a fost capturat la 27 iulie 1552 și decapitat, iar capul său trimis la Istanbul.
Cetatea Timișoarei a fost cucerită și ocupată timp de 164 de ani.